# Баталя
Бата́ля (порт. Batalha; МФА: [bɐ.ˈta.ʎɐ]) — муніципалітет і містечко в Португалії, в окрузі Лейрія. Розташований у західній частині країни, на теренах історичної португальської провінції Ештремадура. Належить до Лейрійсько-Фатімської діоцезії Католицької церкви в Португалії. Права міського самоврядування має з 1500 року. Поділяється на 4 парафії. За адміністративним поділом, чинним до 1976 року, був складовою провінції Берегова Бейра. Площа муніципалітету — 103,42 км², населення муніципалітету — 15805 ос. (2011); густота населення — 152,82 осіб/км²
. Патрон — Святий Хрест. Святковий день муніципалітету — 14 серпня. Поштовий індекс — 2440.  Код місцевої адміністративної одиниці — 1004. Складова статистичного регіону Центр. Окраса містечка — Батальський монастир, колишній домініканський монастир XIV—XVI століття, об'єкт Світової спадшини ЮНЕСКО.

## Назва
- Бата́ля (порт. Batalha, «битва»;  порт. vila da Batalha, «містечко Баталя») — нова португальська назва, надана на пам'ять про велику переможну битву португальців над кастильцями при Алжубарроті 1385 року.
- Віто́рія (порт. Vitoria, «перемога»; порт. villa da Vitoria, «містечко Віторія») — стара назва, що зустрічається в хартії про самоврядування XVI століття[2].

## Географія
Баталя розташована на заході Португалії, на сході округу Лейрія.
Баталя межує на заході та півночі з муніципалітетом Лейрія, на сході — з муніципалітетом Орен, на південному сході — з муніципалітетом Алканена, на південному заході — з муніципалітетом Порту-де-Мош.

## Історія
Територія сучасної Баталі була заселена від римських часів.
Наприкінці 1385 року португальський король Жуан I заснував поселення Баталя та Монастир святої Марії-Переможниці, на згадку про переможну битву при Алжубарроті. Завдяки цій перемозі Португалія зберегла незалежність, уникнувши поглинання Кастильською Короною, майбутньою Іспанією. Основу населення новоствореного поселення складали ремісники та робітники, що працювали у монастирі.
1500 року португальський король Мануел I надав Баталі форал, якою визнав за поселенням статус містечка та муніципальні самоврядні права. 1512 року тут була створена окрема церковна парафія Воздвиження Святого Хреста, а в 1514—1532 роках — збудована її головна церква.

## Населення
| Кількість мешканців | Кількість мешканців | Кількість мешканців | Кількість мешканців | Кількість мешканців | Кількість мешканців | Кількість мешканців | Кількість мешканців | Кількість мешканців | Кількість мешканців | Кількість мешканців | Кількість мешканців | Кількість мешканців | Кількість мешканців | Кількість мешканців | Кількість мешканців |
| ------------------- | ------------------- | ------------------- | ------------------- | ------------------- | ------------------- | ------------------- | ------------------- | ------------------- | ------------------- | ------------------- | ------------------- | ------------------- | ------------------- | ------------------- | ------------------- |
| 1864                | 1878                | 1890                | 1900                | 1911                | 1920                | 1930                | 1940                | 1950                | 1960                | 1970                | 1981                | 1991                | 2001                | 2011                |                     |
| 5 082               | 6 134               | 6 634               | 7 107               | 7 817               | 8 350               | 9 634               | 11 220              | 12 817              | 13 811              | 12 178              | 12 588              | 13 329              | 15 002              | 15 805              |                     |

## Пам'ятки
- Батальський монастир — колишній домініканський монастир XIV—XVI століття. Один зі найкращих зразків португальської готики. Об'єкт Світової спадшини ЮНЕСКО.
- Церква Воздвиження Святого Хреста (порт. Igreja da Exaltação da Santa Cruz) — головна церква містечка. Збудована у XVI столітті в мануельському стилі[5].
- Каплиця святого дому милосердя (порт. Capela da Santa Casa da Misericórdia) — католицька каплиця. Збудована у XVIII столітті в бароковому стилі[5].

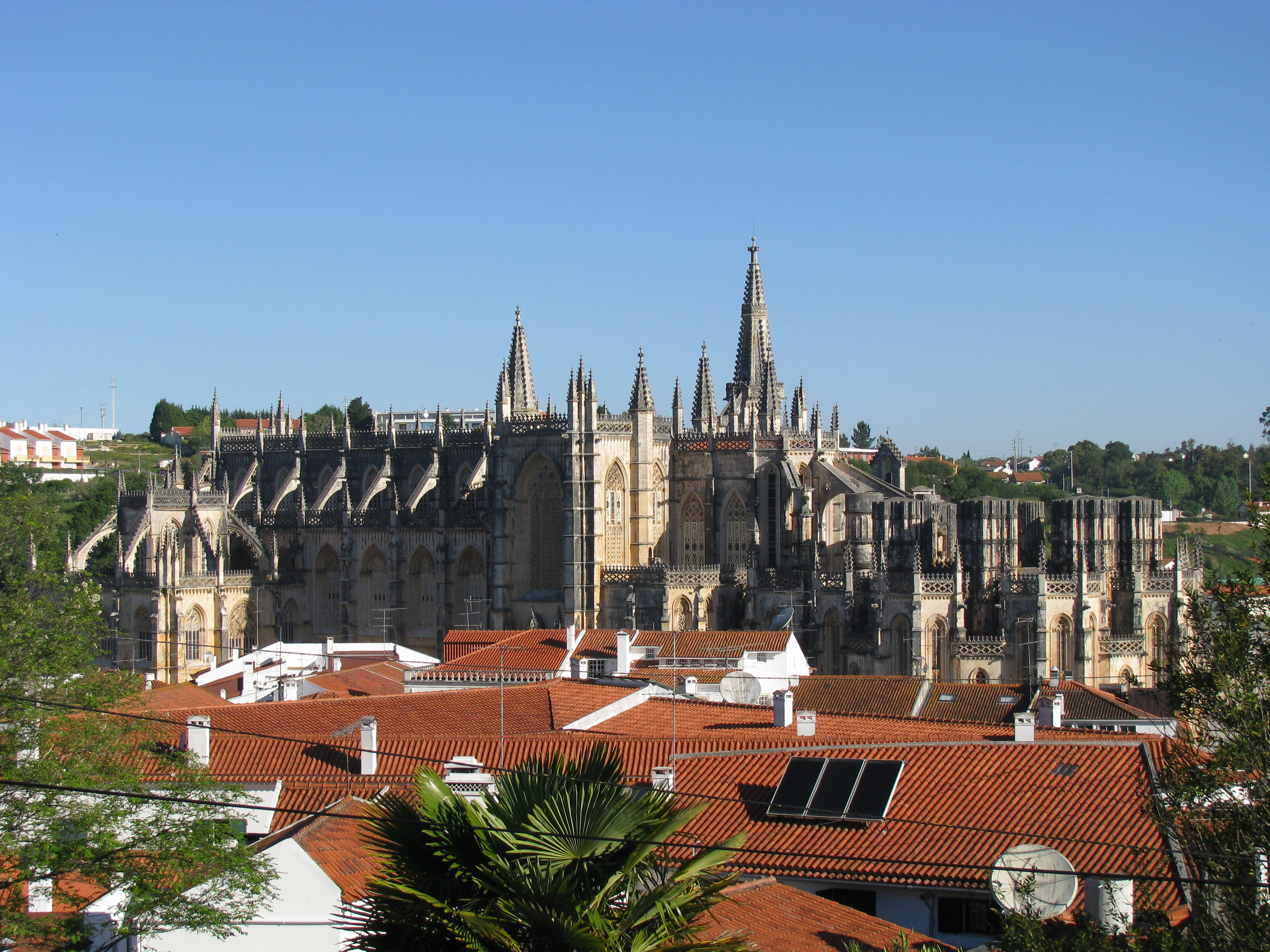
Батальський монастир
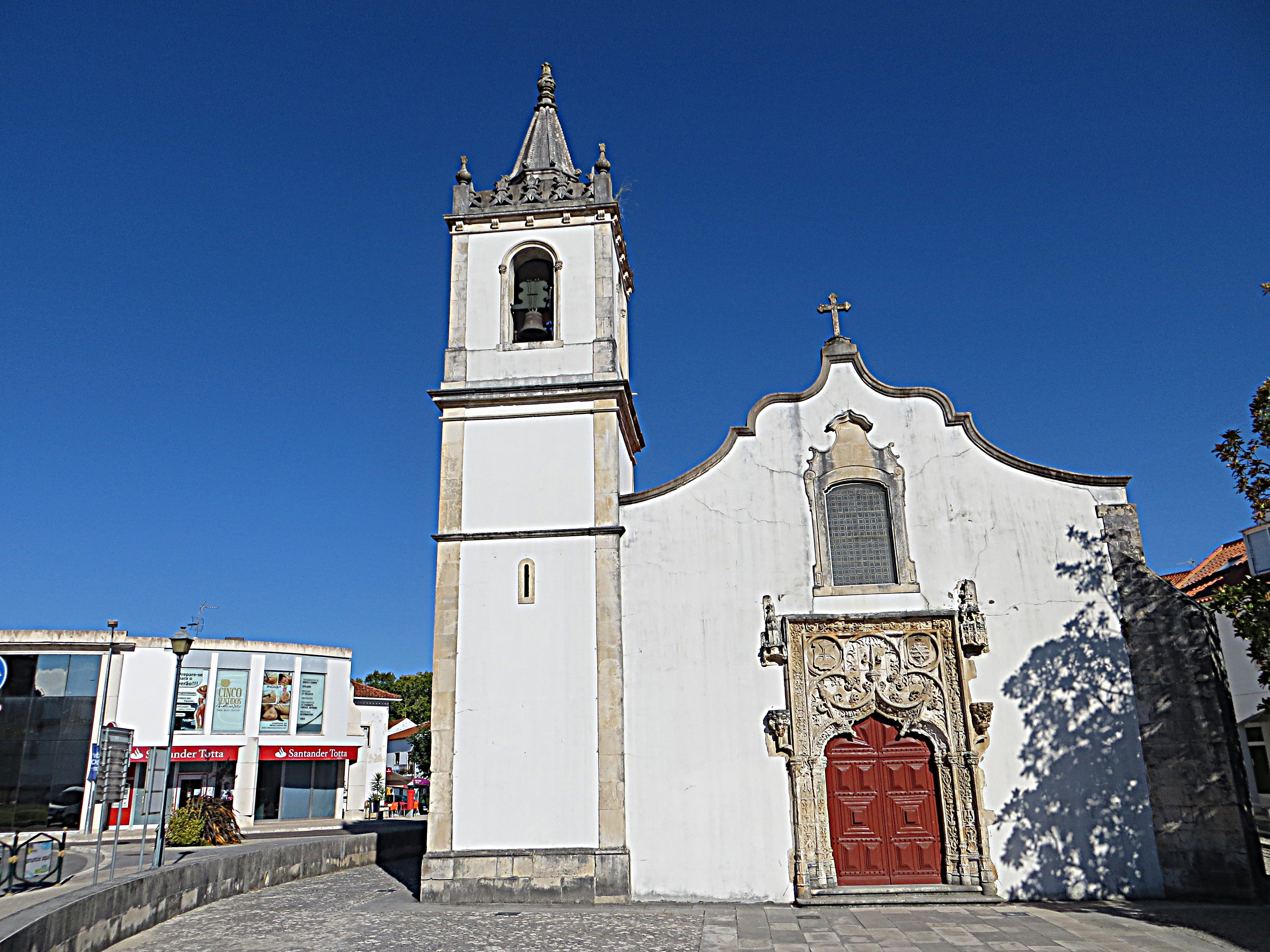
Церква Воздвиження
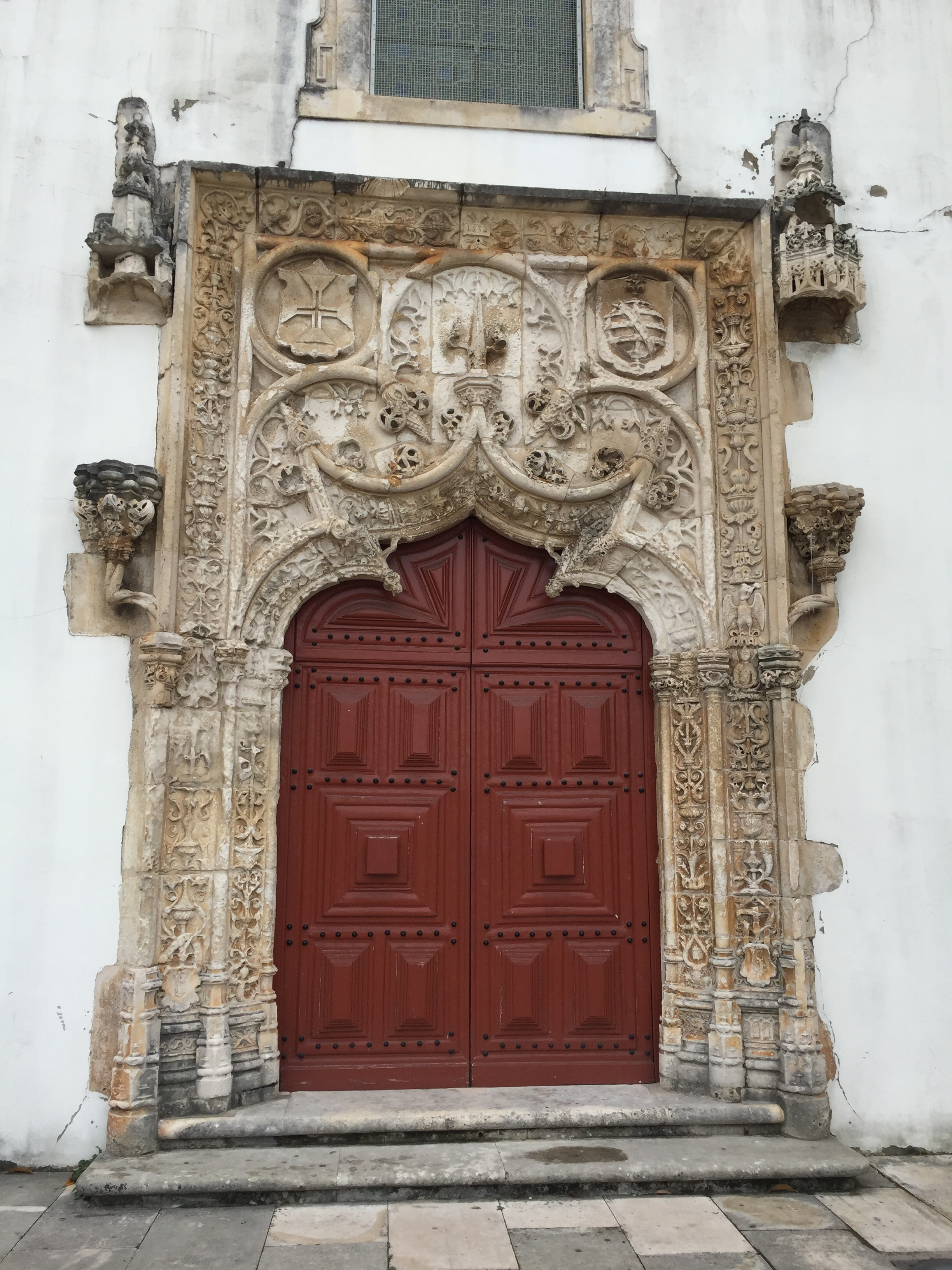
Ворота
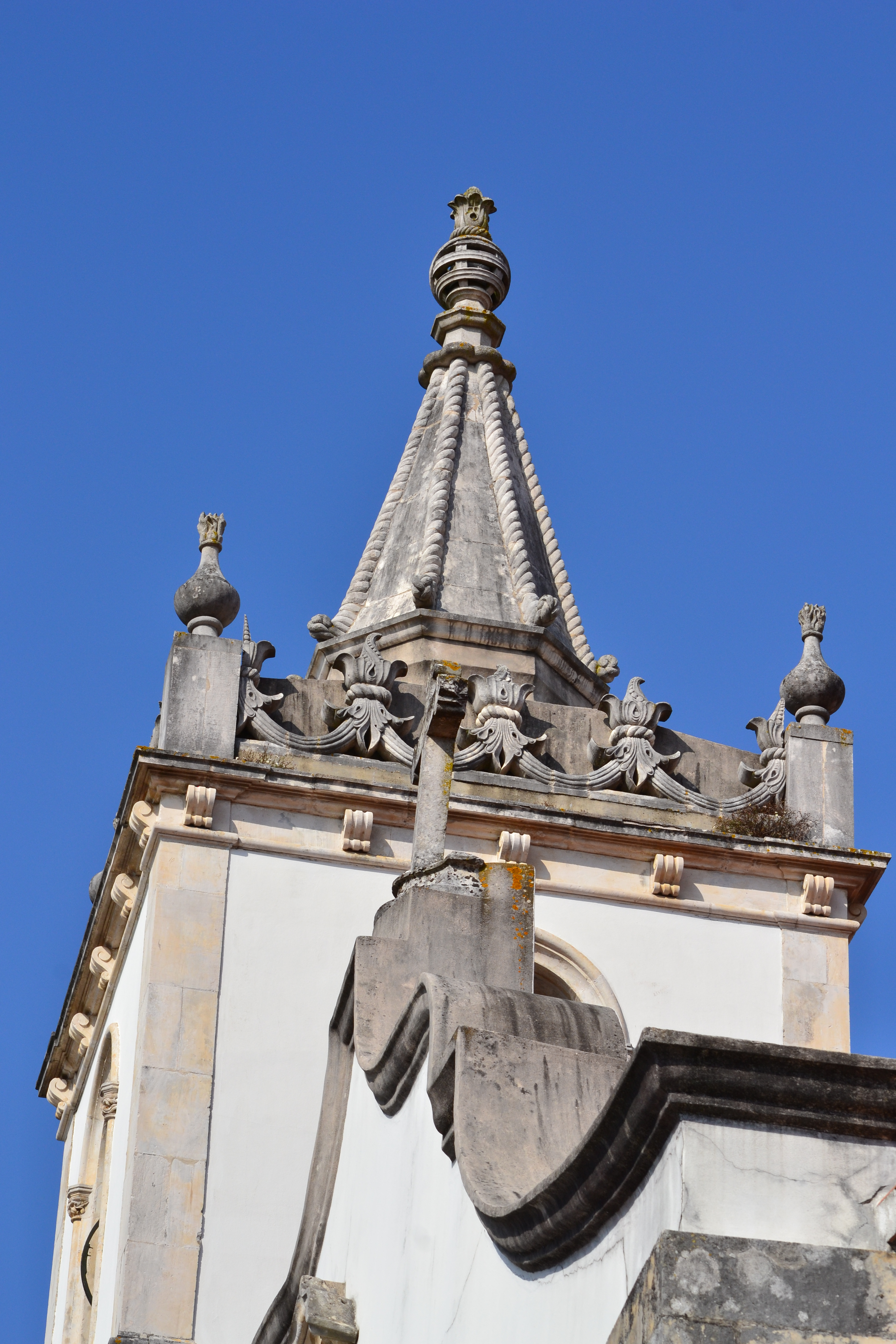
Дзвіниця
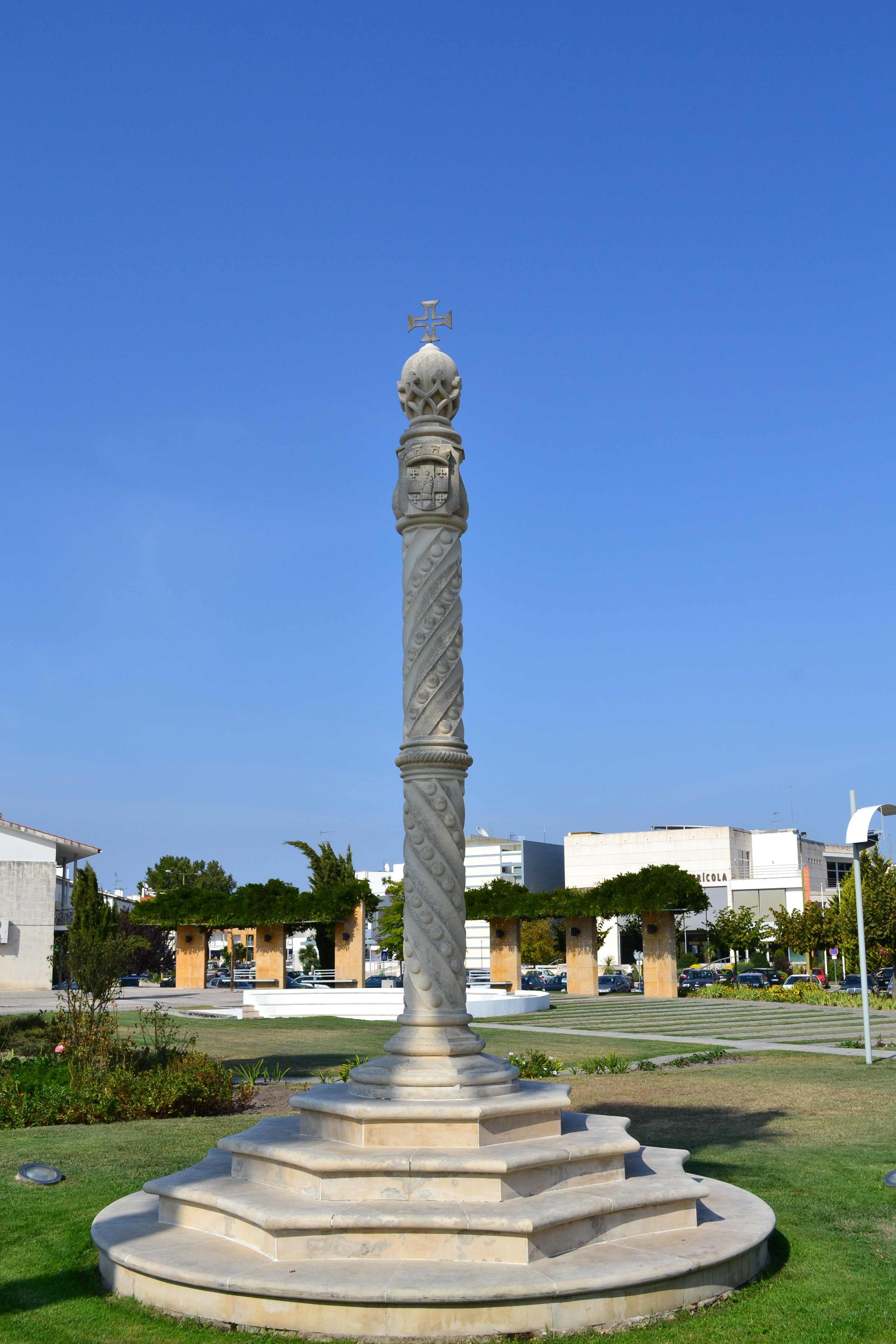
Ганебний стовп

## Міста-побратими
1. — Трухільйо, Іспанія (1992)[6]
2. — Жуенвіль-ле-Пон, Франція (2008)[7]